# Слупское воеводство
Слупское воеводство (пол. województwo słupskie) — одно из 49 воеводств, существовавших в Польше в период 1975—1998 годов как основные единицы административного деления страны, которые были отменены в результате административной реформы 1998 года. Крупнейшим городом и административным центром воеводства являлся Слупск. 
В 1999 году территория Слупского воеводства отошла большей частью к новообразованному Поморскому воеводству, несколько гмин славенского повята — к Западно-Поморскому воеводству.

## Города
Города Слупского воеводства по числу жителей (по состоянию на 31 декабря 1998 года): 
1. Слупск — 102 370
2. Лемборк — 37 026
3. Бытув — 17 670
4. Устка — 17 256
5. Члухув — 15 249
6. Славно — 14 344
7. Мястко — 11 931
8. Чарне — 6555
9. Дебжно — 5382
10. Кемпице — 4244
11. Леба — 4119